# Ted Kotcheff
Ted Kotcheff   (Toronto, 7 d'abril de 1931 - Nuevo Vallarta, 10 d'abril de 2025) fou un director de cinema, productor, actor i guionista canadenc d'origen búlgar.

## Biografia
Kotcheff va dirigir alguns episodis de l'antologia Armchair Theatre' de 1958 a 1964. Durant l'emissió dUnderground, el 30 de novembre de 1958, Kotcheff va haver de bregar amb la sobtada mort d'un dels actors entre dues escenes. L'any següent, Kotcheff va dirigir No Trams to Lime Street.
Kotcheff també va treballar en el teatre, i el 1962 va fer la seva primera pel·lícula, Tiara Tahiti. Va dirigir altres pel·lícules durant la dècada, com Life at the Top (1965) i Two Gentlemen Sharing (1969).
El 1971, va dirigir el clàssic del cinema australià Wake in Fright. Va ser molt aclamada a Europa i va ser la representant d'Austràlia en el Festival de Cannes. Aquell mateix any Kotcheff va tornar a la televisió, i va dirigir la producció Edna, the Inebriate Woman per a la BBC, que li va servir per guanyar un premi de l'Acadèmia Britànica de Televisió al Millor Director.
El 1972, va tornar al Canadà, on va dirigir diverses pel·lícules, incloent l'adaptació de la novel·la del seu amic Mordecai Richler The Apprenticeship of Duddy Kravitz. La pel·lícula va guanyar l'Os d'or en el Festival de Berlín, convertint-se en el primer film canadenc en guanyar un premi internacional. Va dirigir moltes altres pel·lícules durant les dècades de 1970 i 1980.
Tanmateix, el seu treball més conegut va ser la pel·lícula de 1982 Acorralat, protagonitzada per Sylvester Stallone i basada en la novel·la homònima de David Morrell. Aquest film va suposar la primera aparició en pantalla del personatge John Rambo que posteriorment ha protagonitzat tres pel·lícules més.
En els anys 1990 va tornar a la televisió i va treballar en sèries nord-americanes com Red Shoe Diaries i Law & Order: Special Victims Unit.

## Filmografia[5]

### Director
| - 1962: Tiara Tahiti - 1965: Life at the Top - 1969: Two Gentlemen Sharing - 1971: Wake in fright / Outback - 1974: Billy dos barrets (Billy Two Hats) - 1974: The Apprenticeship of Duddy Kravitz - 1977: Fun with Dick and Jane - 1978: Who Is Killing the Great Caps of Europe? - 1979: North Dallas Forty (també guionista) - 1982: Acorralat (First Blood) - 1983: Valor extraordinari (Uncommon Valor) - 1985: Joshua Then and Now - 1988: Interferències (Switching Channels) - 1989: Winter People - 1989: Aquest mort està molt viu (Weekend at Bernie's) - 1992: Folks! - 1995: The Shooter | - 1961: I'll Have You to Remember - 1964: The Close Prisoner - 1965: Land of My Dreams - 1965: The Big Eat - 1966: Dare I Weep, Dare I Mourn - 1966: The Human Voice - 1973: Rx for the Defense - 1993: What Are Families for? - 1994: Love on the Run - 1995: Family of Cops - 1996: A Husband, a Wife and a Lover - 1997: Borrowed Hearts - 1998: Buddy Faro (sèrie) - 1999: Crime in Connecticut: The Story of Alex Kelly |

### Productor
- 2003: El preu de la veritat (Shattered Glass): Marty Peretz
- 2003: Law & Order: Special Victims Unit (co-productor executiu)

### Actor
- 1989: Aquest mort està molt viu: Jack Parker, el pare de Richard
- 2003: El preu de la veritat (Shattered Glass): Marty Peretz

## Premis i nominacions

### Premis
- 1974: Os d'Or de la Berlinale per The Apprenticeship of Duddy Kravitz
- 2011: Premi honorari al Festival internacional de cinema d'Oldenbourg

### Nominacions
- 1971: Selecció oficial per la Palma d'Or al Festival de Cannes per Wake in Fright
- 1985: Selecció oficial per la Palma d'Or al Festival de Cannes per Joshua Then and Now